# Бородавкин, Илья Сергеевич
Илья Сергеевич Бородавкин (1908—1978) — старший сержант Рабоче-крестьянской Красной Армии, участник Великой Отечественной войны, Герой Советского Союза (1943).

## Биография
Илья Бородавкин родился в 1908 году в селе Устюг (ныне — Емельяновский район Красноярского края) в крестьянской семье. Получил неполное среднее образование, работал председателем колхоза. В 1938 году был призван на службу в Рабоче-крестьянскую Красную Армию. В 1940 году Бородавикн окончил зенитную артиллерийскую школу в Омске. В том же году вступил в ВКП(б). С ноября 1941 года — на фронтах Великой Отечественной войны. Зимой 1943 года получил тяжёлое ранение ног. В мае 1943 года вернулся в строй. Прошёл боевой путь от Воронежа до Кракова. К октябрю 1943 года гвардии старший сержант Илья Бородавкин командовал орудием 330-го гвардейского истребительно-противотанкового полка 9-й гвардейской истребительно-противотанковой артиллерийской бригады 47-й армии Воронежского фронта. Отличился во время освобождения Украинской ССР.
2 октября 1943 года Бородавкин вместе со своим расчётом принял неравный бой против 14 танков у села Студенец Каневского района Черкасской области. В бою артиллеристы уничтожили 2 средних и 1 тяжёлый танк противника, заставив повернуть обратно. 15 октября расчёт Бородавкин принял бой против 8 танков, которые атаковали его позицию при огневой поддержке миномётной батареи. Когда от попадания немецкого снаряда стали взрываться боеприпасы для орудия, Бородавкин организовал их спасение, одновременно продолжая вести огонь по танкам. Уничтожил 1 танк, после чего остальные повернули обратно.
Указом Президиума Верховного Совета СССР от 24 декабря 1943 года за «образцовое выполнение боевых заданий командования на фронте борьбы с немецко-фашистскими захватчиками и проявленные при этом мужество и героизм» старший сержант Илья Бородавкин был удостоен высокого звания Героя Советского Союза с вручением ордена Ленина и медали «Золотая Звезда» за номером 2352.
В ноябре 1945 года был демобилизован, после чего вернулся в родное село. Работал пчеловодом, заготовителем пушнины, дорожным мастером, председателем. Умер 23 июня 1978 года.
Был также награждён двумя орденами Отечественной войны 2-й степени и орденом Славы 3-й степени, а также рядом медалей.